# Хондрома
Хондрома (хрящевая опухоль, хрящевик) — потенциально доброкачественная опухоль, состоящая из хрящевой ткани. Встречается преимущественно среди детей и людей молодого возраста, наблюдались случаи врождённых хондром. Поражаются как правило пальцы кистей и стоп, реже — кости бедра, плеча, а также ребра. Причины развития хондром с достоверностью не известны; предрасполагающее значение приписывают предшествовавшим травмам и воспалительным процессам.
Xондромы растут большей частью медленно, оставаясь долго местными образованиями; иногда они достигают очень значительных размеров (до 16 кг весом и более), дают новые гнёзда в окружности главной опухоли (диссеминация) или в отдалённых органах (метастазы). По наблюдениям Вирхова на свежевырезанных хондромах, хрящевые клетки обладают ясными амебоидными движениями; таким образом происходит, вероятно, их перемещение в соседние ткани. Переносы в отдалённые органы происходят вследствие врастания хрящевых клеток в кровеносные или лимфатические сосуды. Ввиду способности хондром сильно разрастаться и давать метастазы в важных для жизни органах (лёгкие, мозг) каждая замеченная хрящевая опухоль должна быть удалена оперативным путём.

## Классификация

### Энхондрома
Опухоль, располагающаяся внутри кости . В центральной части очага находится однородное просветление округлой или овальной формы с четкими контурами. На его фоне можно видеть тени от участков обызвествления хряща. Чаще энхондрома появляется в костях кистей и стоп, нередко провоцируя переломы. Также их находили в подкожной и межмышечной ткани, в околоушной железе, яичках, молочных и подчелюстных железах, в лёгких, яичниках, мозгу, слёзной железе.
Энхондрома склонна переходить в злокачественную опухоль — хондросаркому. При этом опухоль начинает быстрее расти, становится твёрже за счёт кальцификации, появляется боль. Диагноз уточняется с помощью биопсии.

### Экхондрома
Экхондрома исходит из кости и растёт в сторону мягких тканей, которые при этом уплотняются, в них обнаруживаются участки обызвествления . Границы экхондромы обнаруживаются с трудом. Экхондромы обыкновенно небольшой величины, встречаются чаще всего на хрящах рёбер, таза, преимущественно лонного сращения, позвонков, гортани; в полостях суставов мелкие хрящевые опухоли иногда отделяются и остаются там в виде свободных тел (так называемые суставные мыши).

### Остеохондрома
Остеохондрома — часто встречающаяся доброкачественная костная опухоль, легко прощупывается пальцами . Располагается преимущественно в длинных трубчатых костях (плечевая, бедренная, большеберцовая). На рентгене видна в виде дополнительной тени с неровными контурами, которая соединяется с костью с помощью ножки или широким основанием. Большая по размерам остеохондрома может деформировать соседние кости. Дифференциальный диагноз необходимо проводить с множественными и одиночными костнохрящевыми экзостозами. Возможна малигнизация остеохондромы (переход в злокачественную).

### Хондробластома
Редкая опухоль (1—1,8% первичных опухолей кости), возникающая чаще в детском и юношеском возрасте, преимущественно в бедренной, большеберцовой и плечевой костях, реже — в костях таза и лопатки . В симптоматике превалирует боль, припухлость, редко - ограничение подвижности в суставе, ослабление мышц. На рентгене обнаруживается неоднородный очаг округлой формы.

## Симптомы
Хондрома может проявляться болью, припухлостью в районе опухоли, уплотнением. Иногда отмечается ограничение подвижности смежного сустава, его отёк, боли в суставе, явления синовита.

## Диагностика
Диагностика хондром основана на данных осмотра и рентгенологического исследования. Для уточнения диагноза при необходимости может применяться сцинтиграфия, биопсия опухоли.

## Лечение
Лечение хондром только хирургическое:
- Экскохлеация (excochleatio; Экс- + лат. cochlear ложка; син. вычерпывание) — удаление содержимого костной полости, не затрагивая её стенки.
- Сегментарная резекция поражённой кости — проводится при подозрении на злокачественный процесс.
- Ампутация — проводится редко, при больших объёмах поражения и подозрении на злокачественный процесс.

Для замещения участков кости, в которых была опухоль, используются препараты сульфата кальция (Остеосет и др.). Гранулы сульфата кальция резорбируются со скоростью роста новой костной ткани, полностью рассасываясь через 4—8 недель.

## Хондрома у животных
Хондромы в большинстве случаев наблюдаются в виде единичных опухолей. Обычно возникают в носовых полостях и в области основания ушной раковины, в гортани, трахее, бронхах, рёберных хрящах, под кожей, в щитовидной и околоушной железах, молочной железе, матке, почках. Иногда образуются из хрящевой ткани костного скелета-эпифиза, симфизарного хряща. Медленно растущие хондромы, если они не вызывают нарушения функции, не следует трогать. Единственный способ лечения-операция.